# 查奧尼亞 (密蘇里州)
查奧尼亞（英語：Chaonia）是位於美國密蘇里州韋恩縣的鬼鎮。

## 歷史
查奧尼亞的郵局於1888年設立，其後於1940年停運。

## 地理
查奧尼亞所處的海拔為高於海平面110米（即361英呎），而該地所採用的時區為UTC-6，即北美中部時區（CST）。同時該地設有夏令時間，為UTC-6調快一小時，即UTC-5（CDT）。